# 中村佐知
中村 佐知（なかむら さち）は日本の翻訳家。米国シカゴに在住。キリスト教書の翻訳・紹介で知られる。夫は同じクリスチャンの地球物理学者で、大気海洋学博士の中村昇（なかむら　のぼる）。

## 略歴
神奈川県出身。中学二年生の時に、アメリカ人宣教師に誘われて通い始めた日曜日の教会学校を通じてキリスト教に入信。1981年、神奈川県立厚木高等学校を卒業（高校33回）。中村は1984年交換留学生としてUCサンタクルーズ校に入学以来、現在まで在米しており、ニュージャージー州のプリンストン大学で認知心理学と言語心理学を学び哲学博士号（Ph.D.）を取得。なお、夫とは共にプリンストン大学大学院在学中の1989年夏に大学のキャンパス内で結婚している。
4人の子供（長女、次女、三女、長男）を授かるが、2016年3月に、21歳の次女をステージ4のスキルス胃癌で失うという不幸に見舞われた。なお中村は、2017年1月、亡くなった次女が5年後の自分に向けて書いた手紙が封入された不思議な封筒を2通受けとった経緯を、BuzzFeed Newsに語っている。
現在、キリスト教書翻訳の傍ら、JCFN（Japanese Christian Fellowship Network）北米理事や「霊的同伴者」としても活動している。単立パークビューキリスト教会員である。

## 翻訳
- ブルース・ウィルキンソン『ヤベツの祈り』 いのちのことば社、2001年11月。ISBN 4264019443
- ブルース・ウィルキンソン『ヴァインの祝福』いのちのことば社、2002年4月。ISBN 4264019842
- ブルース・ウィルキンソン『神からの報い』いのちのことば社、2003年1月。ISBN 4264020638
- ダーリーン・ウィルキンソン『女性のためのヤベツの祈り』いのちのことば社、2003年5月。ISBN 4264021022
- ヘンリー･クラウド、ジョン･タウンゼント『境界線（バウンダリーズ）』（中村昇と共訳）地引網出版、2004年10月。ISBN 4901634089
- ヘンリー・クラウド、ジョン・タウンゼント『スモールグループから始めよう!』地引網出版、2005年3月。ISBN 4901634097
- ヘンリー・クラウド、ジョン・タウンゼント『クリスチャンの成長を阻む12の誤解』地引網出版、2006年3月。ISBN 4901634119
- シャノン・エスリッジ『あなたはどこに愛を探していますか?』いのちのことば社、2007年6月。ISBN 978-4264025504
- フランシス・コリンズ『ゲノムと聖書』（中村昇と共訳）NTT出版、2008年10月。ISBN 978-4757160194
- ゲーリー・チャップマン、ロス・キャンベル『子どもに愛が伝わる5つの方法』いのちのことば社CS成長センター、2009年8月。ISBN 978-4820602729
- ヘンリー・クラウド『厄介な上司・同僚に振り回されない仕事術』NTT出版、2009年9月。ISBN 978-4757122390
- ダラス・ウィラード『心の刷新を求めて』あめんどう、2010年3月。ISBN 978-4900677180
- ヘンリー・クラウド、ジョン・タウンゼント『クラウド&タウンゼント博士の聖書に学ぶ子育てコーチング』あめんどう、2011年8月。ISBN 978-4900677210
- ヘンリー・クラウド、ジョン・タウンゼント『クラウド&タウンゼント博士の二人がひとつとなるために』あめんどう、2013年1月。ISBN 978-4900677227
- スコット・マクナイト『福音の再発見 ―なぜ"救われた"人たちが教会を去ってしまうのか』キリスト新聞社、2013年5月。ISBN 978-4873956329
- ジョン・オートバーグ『あなたがずっと求めていた人生』地引網出版、2014年5月。ISBN 978-4901634311
- ジョン・オートバーグ『神が造られた「最高の私」になる』地引網出版、2015年11月。ISBN 978-4901634342